# Wapen van Wessem

Wapen van Wessem

Het wapen van Wessem bestaat uit een aangepaste variant op het zegel van de schepenbank van de voormalige heerlijkheid Wessem. De beschrijving luidt:
"Een veld van sinopel, bezaaid met takjes van wishout van goud (als zinspeling op den naam der gemeente) en beladen met het beeld van zilver van den H.Medardus, het hoofd gedekt met den mijter van zilver, handen en aangezicht van natuurlijke kleur, hebbende in de rechterhand een vlammend hart van keel en in de linker een kromstaf van goud, zoomede aan een lint van keel en goud een wapenschild van goud beladen met drie van banden van zilver voorziene hoornen van keel, geplaatst twee en een (het wapen van het voormalige graafschap Horne); het geheel omgeven door het randschrift "Gemeentebestuur van Wessem"".

## Geschiedenis
De takjes van wishout, wissen of rijshout, zijn een zinspeling op de naam "Wisheim" ofwel Wessem. Beschermheilige van Wissem is Sint Medardus, het wapenschild met de drie hoorns stamt af van het graafschap Horne. De streek was tussen 1219 en 1568 onderdeel van dit graafschap. Daarna was de heerlijkheid een Rijksheerlijkheid, feitelijk onder het bestuur van de Hertog van Gelre. De schepenbank had in 1442 een zegel in gebruik met daarop Medardus en het schild van Horne, bezaaid met sterren. Bij de aanvraag van het gemeentewapen werd het oudste bekende zegel gebruikt voor het ontwerp, alleen de sterren werden vervangen door takjes als element voor een sprekend wapen. Op 5 november 1889 werd het wapen verleend aan de gemeente. In 1991 werd de gemeente opgeheven en aan de gemeente Heel toegevoegd. In het wapen van Heel komen de hoorns van Horne terug.